# غنوين
غنوين (بالألمانية: Gnoien) هي بلدة ألمانية تقع في ألمانيا في مكلنبورغ فوربومرن. يقدر عدد سكانها بـ 3,095 نسمة .

## المدن التوأمة
مدينة Wettringen هي مدينة توأمة لـغنوين.

## أعلام
- هربرت فيلك